# ألسويرث فووت
ألسويرث فووت هو محامي وقاضي وسياسي أمريكي، ولد في 12 يناير 1898 في نورث برانفورد في الولايات المتحدة، وتوفي في 18 يناير 1977 في غويلفورد في الولايات المتحدة. نشط حزبياً في الحزب الجمهوري.

## مناصب
- انتخب مدعٍ عام لمقاطعة [الإنجليزية]‏ (1942 – 1946).
- انتخب قاضي (1938 – 1946).
- في الثمانون ‏، انتخب عضو الكونغرس [الإنجليزية]‏ الكونغرس الأمريكي (3 يناير 1947 – 3 يناير 1949).
- انتخب عضو مجلس النواب الأمريكي [الإنجليزية]‏.